# Jean-Pierre Paumier
Pour les articles homonymes, voir Paumier (homonymie).
 (mars 2010).
Si vous disposez d'ouvrages ou d'articles de référence ou si vous connaissez des sites web de qualité traitant du thème abordé ici, merci de compléter l'article en donnant les références utiles à sa vérifiabilité et en les liant à la section « Notes et références ».
Jean-Pierre Paumier est un chef d'entreprise et écrivain français, né le 19 février 1948 à Paris.

## Biographie
Jean-Pierre Paumier a fait toute sa carrière professionnelle dans l’ingénierie des grands systèmes informatiques en France et à l'étranger, participant à quelques grands projets, comme la mise en place des premiers réseaux de cartes à puces bancaires, le minitel, ou la conception des logiciels de téléphones portables de la première génération. Dans le monde des sciences et techniques, titulaire d’un certificat de gestion des grands projets spatiaux, il a également collaboré au projet « voile solaire » dans le groupe U3P (Union pour la Promotion de la Propulsion Photonique) issu du Centre national d'études spatiales.
À la fin des années 1980, il crée sa propre société qui deviendra l’une des principales SSII françaises.
Grand lecteur, amoureux de la mer, des voyages et de l’histoire ancienne, en 1998, il met fin à sa carrière de chef d’entreprise. Il publie son premier roman en 2004. Il vit dans le Sud de la France jusqu'en 2015, puis revient dans sa Bretagne natale, partageant son temps entre les voyages en mer et l’écriture.

## Ouvrages
- Les Pitres selon Luc, éditions Bénévent, 2004
- Les Tablettes de Ninive, éditions Bénévent, 2006
- Les Cercles du pouvoir, éditions Bénévent, 2008
- Les Parfums de Phaselis, éditions Bénévent, 2008
- La Malédiction de l’Ankou, (coécrit avec Jean-Michel Thibaux) :
  - Tome 1 : Les Terres désertées, Éditions Anne Carrière, 2010.
  - Tome 2 : Le Doigt du diable, Éditions Anne Carrière, 2010.
- Les 9 vies de Lucifer, éditions Ex aequo, 2010
- L'almanach de Belzébuth, éditions Ex aequo, 2011
- Le mariage américain, auto édité, 2014
- Le Maître des pyramides, Calmann-Lévy, 2018 (co-écrit avec Jean-Michel Thibaux[réf. nécessaire])
- La vie de Violette, éditions Ex aequo, 2019[2]
- 162 Rue de Belleville Éditions ALeP 2024
- La résilience du chat Éditions ALeP 2024
- Vous reprendrez bien un p'tit Glock ? Editions ALeP 2024